# レッテンバッハ (ロート郡)
レッテンバッハ (ドイツ語: Röttenbach) は、ドイツ連邦共和国バイエルン州ミッテルフランケンのロート郡に位置する町村（以下、本項では便宜上「町」と記述する）。

## 自治体

### 自治体の構成
この町は、公式には5つの地区 (Ort) からなる。この中に小集落や孤立農場などはなく、いずれも集落を形成している。
- ミュールシュテッテン
- ニーダーマウク
- オーバーブライテンローエ
- レッテンバッハ
- ウンターブライテンローエ

## 歴史
バンベルク司教本部の直轄領であったこの地域は、バイエルンの権力拡大をもたらした1803年の世俗化直後にプロイセン – バイエルン主要国の和約によってプロイセン王国領となった。1807年のティルジットの和約により、バイロイト侯領はフランス領となり、パリ条約 (1810年)によってバイエルン王国にもたらされた。バイエルン王国の行政改革の時代、1818年の自治体令によって現在の町名が定められた。

## 文化と見所

### 建造物
- レッテンバッハ地区ドイチュヘル通りの旧教会
- ミュールシュテッテン地区レッテンバッヒャー通りの礼拝堂
- ニーダーマウクの教会

## 引用
1. ↑  https://www.statistikdaten.bayern.de/genesis/online?operation=result&code=12411-003r&leerzeilen=false&language=de Genesis-Online-Datenbank des Bayerischen Landesamtes für Statistik Tabelle 12411-003r Fortschreibung des Bevölkerungsstandes: Gemeinden, Stichtag (Einwohnerzahlen auf Grundlage des Zensus 2011)
2. ↑  Bayerische Landesbibliothek Online